# 潘焦里烏帕齊拉
潘焦里乌帕齐拉是孟加拉国科格拉焦里縣的一个乌帕齐拉，位於吉大港专区的科格拉焦里縣。。

## 人口
據1991年孟加拉國人口普查，潘焦里共有戶數5,617戶，人口26319人。其中男性佔比52.05%，女性佔比47.95%；成年人口13,727人。該地7歲以上人口之平均識字率為25.4%，低於全國平均值（32.4%）。